# Cheryl Cole

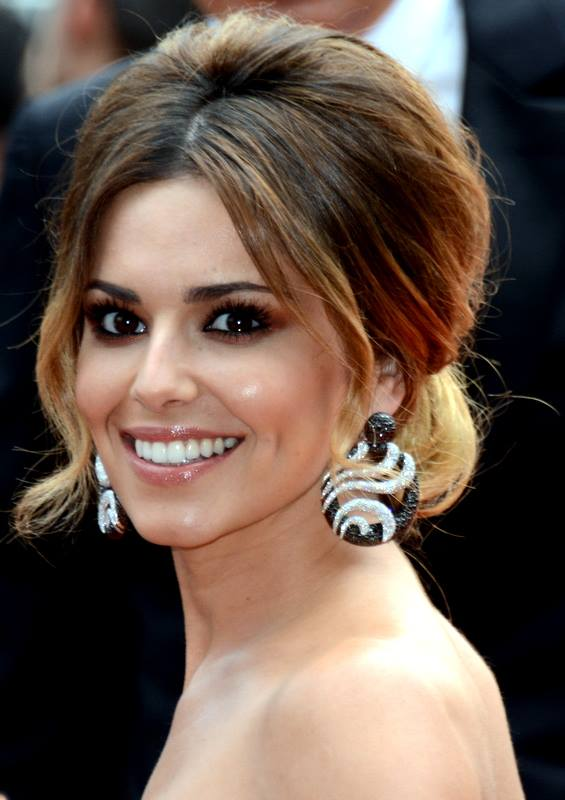
Cheryl Cole (2014)

Cheryl Ann Tweedy, ehemals Cheryl Cole und Cheryl Fernandez-Versini (* 30. Juni 1983 in Newcastle upon Tyne) ist eine britische Popsängerin und Mitglied der Casting-Girlgroup Girls Aloud. Sie ist noch immer bekannt unter ihrem zwischenzeitlichen Namen Cheryl Cole, seit ihrer Trennung von Ashley Cole veröffentlicht sie aber nur noch unter ihrem Vornamen Cheryl.

## Jugend
Cole wuchs gemeinsam mit vier Geschwistern in einem Sozialbau in der nordenglischen Stadt Newcastle upon Tyne auf. Ab ihrem zehnten Lebensjahr erhielt sie Tanzunterricht an der Summer School des Royal Ballets. Eine Reihe von Wettbewerben für Werbeaufträge schlossen sich an, darunter der um das hübscheste Baby der Apothekenkette Boots Group, die Suche nach dem Happy Faces Portrait des britischen Modehauses Mothercare sowie die Konkurrenzen Little Miss and Mister und Most Attractive Girl der Tageszeitung Evening Chronicle. Daneben war sie in zwei Werbekampagnen für British Gas, einer Kampagne für SCS und zusammen mit ihrem jüngeren Bruder Garry in einer Weihnachtskampagne für den örtlichen Eldon Square zu sehen. Im Rahmen von Tanzdarbietungen bestritt sie auch erste Fernsehauftritte.
Sie besuchte die Walker Comprehensive School in Newcastle und verließ sie mit 16 Jahren. Während ihrer Schulzeit wurde sie dort zweimal suspendiert. Nach der Schule arbeitete Cole als Bedienung in einem Restaurant.

## Musikkarriere

### Girls Aloud (seit 2002)

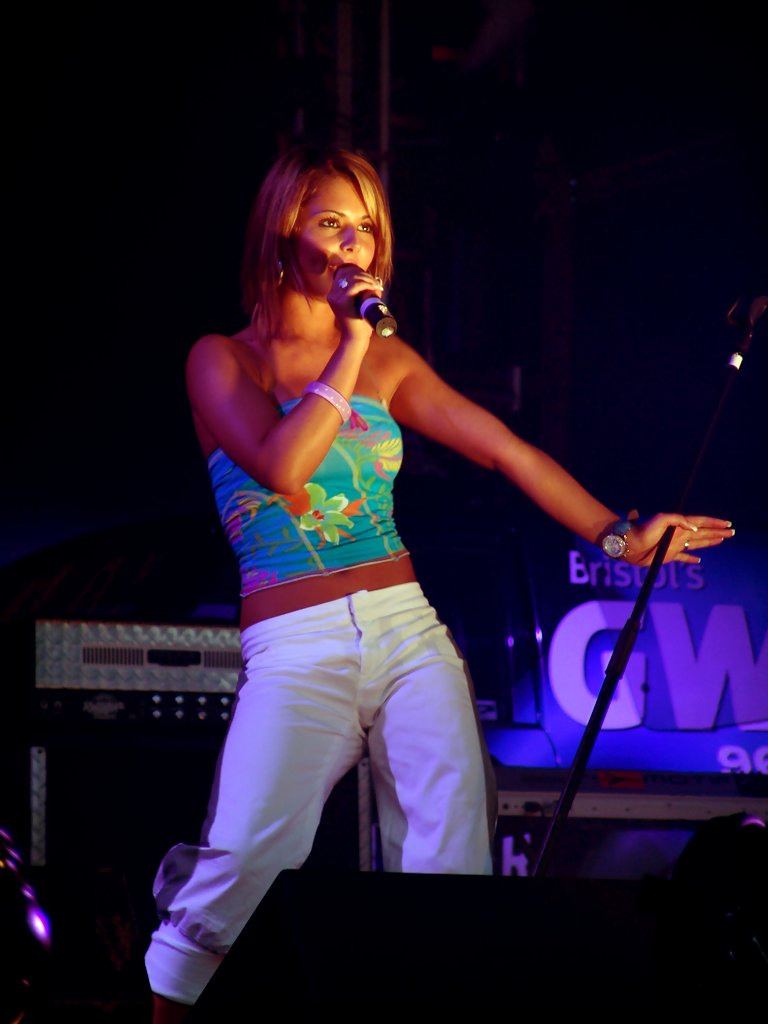
Cheryl Cole während eines Auftritts mit Girls Aloud (2005)

Im Jahr 2002 bewarb sie sich mit dem Lied Have You Ever bei der britischen Castingshow Popstars: The Rivals (deutsch: Popstars: Das Duell). Letztlich wurde sie zusammen mit vier anderen Kandidatinnen von der Jury, bestehend aus Pete Waterman, Louis Walsh und Geri Halliwell, am 30. November 2002 in die Band mit dem Namen Girls Aloud gewählt.
Die Debütsingle der Gruppe, Sound of the Underground, wurde in den britischen Charts ein Nummer-eins-Hit und die Weihnachts-Nummer-eins des Jahres 2002. Damit stellten Girls Aloud den Rekord für die schnellste Nummer-eins-Platzierung nach der Gründung einer Gruppe ein. Im Mai 2003 veröffentlichte die Gruppe ihr Debütalbum Sound of the Underground, welches in Großbritannien mit Platin ausgezeichnet wurde. Ab 2003 gelangen ihnen 20 aufeinanderfolgende Top-Ten-Hits, darunter drei Singles auf Platz 1 der britischen Charts. Zwei ihrer Alben erreichten die Spitze der britischen Albumcharts. Alle fünf Alben der Band wurden in Großbritannien mit Platin ausgezeichnet. Im Jahr 2009 gewann die Gruppe bei den BRIT Awards in der Kategorie „Beste britische Single“ mit dem Lied The Promise. Bislang haben Girls Aloud weltweit über 10 Millionen CDs verkauft. Im Jahr 2007 bekamen sie bei den Guinness World Records einen Eintrag als „erfolgreichste Reality-TV-Gruppe“.
Im Juli 2009 gaben Girls Aloud bekannt, dass sie eine Pause einlegen werden, um sich Solo-Projekten zu widmen.

### 2009–2010:3 Words
2008 machte Cole erstmals Aufnahmen ohne Girls Aloud, als sie zur Single Heartbreaker des US-Rappers will.i.am den Gesang beisteuerte. Der Song erreichte Platz 4 in den britischen Charts. Im Musikvideo zum Lied spielte Cole eine Straßentänzerin. Vorher hatte sie bei Aufnahmen zur ITV2-Serie The Passions of Girls Aloud Streetdance gelernt.
Im April 2009 erklärte Cole, dass sie an Soloprojekten und ihrem Debütalbum arbeite. Ihr Debütalbum 3 Words erschien in ihrer Heimat am 26. Oktober 2009. Dafür arbeitete sie wieder mit will.i.am zusammen. Für die Produktion sorgten Fraser T. Smith, Syience und die dänischen Produzenten Soulshock & Karlin, Singer-Songwriter Taio Cruz, Wayne Wilkins und Steve Kipner. Das Album wurde in Los Angeles und London aufgenommen. Das Album ist von Contemporary R&B, Dance-Pop, House und Popmusik beeinflusst. Cruz wurde darum gebeten, zwei Lieder für Coles Album zu schreiben. Eines der beiden Lieder war Break Your Heart, welches Cole allerdings ablehnte. Deshalb nahm Cruz das Lied selbst auf und konnte damit später einen Nummer-eins-Hit in den USA landen. Sie bezeichnete Three Syllables, Unveiled und das Titellied 3 Words, ein Duett mit Will.i.am, als ihre Lieblingslieder auf dem Album. Für das Titellied ließ sie sich von David Guettas und Kelly Rowlands Nummer-eins-Hit When Love Takes Over inspirieren.
Das Album hielt sich zwei Wochen auf Platz 1 der britischen Albumcharts und wurde ihr erstes Solo-Nummer-eins-Album in Großbritannien. Am 6. November 2009 wurde ihr Debütalbum dort mit Platin ausgezeichnet. Ende Oktober 2009 erschien als Vorabsingle der Titel Fight for This Love. Ihre Debütsingle erreichte Platz 1 in Großbritannien und Irland. Die Single war die am schnellsten verkaufte Single des Jahres 2009. Auch die Single wurde mit Platin ausgezeichnet. Fight for This Love war auf Platz 2 der meistverkauften Songs im Jahr 2009. Der Song wurde in sehr vielen europäischen Ländern ein Top-Ten-Hit, in mehreren Staaten kam der Song sogar auf Platz eins der Charts. Das Lied war seit dem 26. Februar 2010 auch in Deutschland erhältlich und der Titelsong der fünften Staffel von Germany’s Next Topmodel. In Deutschland erreichte der Song in den Singlecharts Platz 4. In der Schweiz wurde er mit Gold ausgezeichnet. Laut Cole wurde das Lied als erste Single veröffentlicht, da „die Verbindung mit dem Lied so faszinierend war“. Viele Musikkritiker lobten Fight for This Love und prognostizierten Cole den internationalen Durchbruch. Als zweite Auskopplung wurde der Song 3 Words, ein Duett mit will.i.am., ausgewählt. Dieser erreichte Platz 4 der britischen Charts. In Irland schaffte es der Song auf Platz 7. In Australien erreichte der Song Platz 5 und wurde mit Platin ausgezeichnet. Parachute wurde Ende 2009 als dritte Single veröffentlicht und erreichte in England und Irland Platz 5. Es war Coles dritter Top-5-Hit in den beiden Ländern. Von Mai bis Juli 2010 trat Cole im Vorprogramm für die europäischen Konzerte der „The E.N.D. World Tour“ der Black Eyed Peas auf.

### 2010–2011:Messy Little Raindrops
Im März 2010 erklärte Cole in einem Interview, dass sie mit den Arbeiten an dem Nachfolger von 3 Words begonnen habe, welches sie hoffte „später im Jahr“ zu veröffentlichen. Sie startete die Arbeiten an ihrem zweiten Album im Februar 2010. Ihr zweites Album mit dem Titel Messy Little Raindrops wurde am 1. November 2010 veröffentlicht. Die erste Single Promise This wurde am 24. Oktober 2010 veröffentlicht und ihr zweiter Nummer-eins-Hit in Großbritannien sowie in Irland. Sie singt einige Stellen des Liedes auf Französisch, was einen Bezug zum Kinderlied Alouette darstellen soll.
Der Hauptproduzent des Albums war Wayne Wilkins, Cole arbeitete aber auch erneut mit Will.i.am sowie mit J. R. Rotem, Starsmith und Al Shux zusammen. Gastbeiträge auf den Liedern kamen unter anderem von August Rigo, Dizzee Rascal, Travie McCoy und Will.i.am. Den Albumtitel übernahm Cheryl von einer Textzeile aus dem Lied Raindrops. Cole sagte darüber: „Wenn es regnet, wird alles frisch […] das klingt hoffnungsvoll.“ Messy Little Raindrops wurde wie ihr Debütalbum von Musikkritikern sehr gelobt. Jon O’Brien von Allmusic, der dem Album vier von fünf Sternen gab, kommentierte: „Messy Little Raindrops ist ein so überwältigendes Pop-Album, dass es sie [Cole] in die Pop-Premier-League katapultieren wird; am besten sind die Lieder Promise This, Amnesia und Happy Tears“. Johnny Dee von Virgin Media beschreibt Messy Little Raindrops als „familienfreundliches Album“. Das Label Polydor Records arbeitete mit der Firma MediaCom, um Marketing-Strategien herauszufinden, mit denen sie Werbung für das Album machen können, so wurde zum Beispiel eigens für das Album eine Facebook-Seite angelegt.

### 2012–2013:A Million Lightsund Reunion von Girls Aloud
Ende September 2011 wurde berichtet, dass Cheryl Cole die Arbeit an ihrem dritten Studioalbum aufgenommen habe. Anfang Januar 2012 wurde bekannt gegeben, dass sie das Album in Los Angeles fertiggestellt habe. Für das Album arbeitete sie mit einer Vielzahl an sehr bekannten Musikern und Produzenten zusammen, wie RedOne, Taio Cruz, David Guetta und Lana Del Rey.
Cole gab am 18. April 2012 über ihre Website bekannt, dass das Album den Namen A Million Lights tragen wird. Es erschien am 18. Juni 2012 in Großbritannien.
Die erste Single Call My Name, produziert von Calvin Harris, wurde am 10. Juni veröffentlicht. Regisseur des Videos ist Rich Lee. Der Song erreichte Platz 1 der Charts in Großbritannien, wo es außerdem mit Gold ausgezeichnet wurde, sowie Platz 1 in Schottland und Irland. Als zweite Single wurde der Song Under the Sun, geschrieben und produziert von Alex da Kid, am 2. September in Großbritannien veröffentlicht. Das Musikvideo feierte am 26. Juli 2012 Premiere. Die Single erreichte Platz 13 in Großbritannien sowie Platz 16 in Irland und Platz 8 in Schottland.
Weiterhin drehte sie für ihre Fans als Weihnachtsgeschenk ein Video zu dem Song Ghetto Baby, welcher unter anderem von Lana Del Rey geschrieben wurde. Das Video feierte seine Premiere am 25. Dezember 2012.
Am 4. Juni 2012 trat sie zusammen mit Gary Barlow beim Diamond Jubilee Concert anlässlich des diamantenen Thronjubiläums von Königin Elisabeth II. auf, wo sie den Song Need You Now der Gruppe Lady Antebellum sangen. Die Kritiken zu diesem Auftritt fielen durchweg negativ aus. So schrieben Kritiker, dass Cole „nicht singen“ könne und man von dem Auftritt „unterwältigt“ sei.
Im Oktober 2012 ging Cole auf Tour durch das Vereinigte Königreich. Die A Million Lights Tour startete in Belfast und umfasste 10 Konzerte.
Weiterhin wurde im Oktober 2012 das Comeback von Girls Aloud verkündet. Die erste Single Something New des neuen Albums Ten, einem Greatest Hits-Album, welches die Lieblingssingles der Band sowie vier neuen Songs enthält, wurde am 18. November 2012 veröffentlicht. Diese konnte sich auf Anhieb auf Platz 2 der britischen Charts platzieren. Im Februar und März 2013 ging die Band auf die Ten: The Hits Tour 2013 durch Großbritannien, Schottland und Irland. Nach dem letzten Konzert der Tour im März 2013 gab die Band die endgültige Trennung bekannt. Auch Cole selber verkündete, zunächst eine persönliche Auszeit vom Musikbusiness zu nehmen.

### Seit 2014:Only Human
Mitte 2013 begann sie die Arbeiten an ihrem vierten Studioalbum, welches im November 2014 erschien. Während eines Interviews im britischen Fernsehen verkündete sie, dass das Album den Namen Only Human trägt. Für das Album arbeitete sie unter anderem mit ihrer ehemaligen Bandkollegin Nicola Roberts zusammen, sowie mit dem Rapper Tinie Tempah, der auf der ersten veröffentlichten Single des Albums zu hören ist. Der Song mit dem Namen Crazy Stupid Love erschien in Deutschland am 18. Juli 2014 und wurde zwei Tage später auch in ihrer Heimat Großbritannien veröffentlicht, wo es sofort auf Platz 1 der Charts einstieg.

## Weitere Tätigkeiten

### Fernsehkarriere
Cole wurde aufgrund ihrer Beliebtheit eine eigene Sendung auf dem Sender ITV1 mit dem Titel Cheryl Cole's Night In gegeben und gewidmet. Die erste Folge wurde am 19. Dezember 2009 ausgestrahlt. Die Sendung, in der Holly Willoughby als Nebenmoderator fungiert, zeigt Musik und Interviews mit Cheryl Cole und einigen ihrer Lieblingsmusiker. Die Künstler Alexandra Burke, Rihanna, Will Young, Snow Patrol und Will.i.am hatten bereits Auftritte in Cheryls Sendung. Cole erzählte der Presse: „Ich konnte kaum glücklicher sein, als ITV mich mitten im Jahr fragte, ob ich meine eigene TV-Sendung haben wolle, an der ich auch mit meinen Lieblingskünstlern in Kontakt komme.“ Seit der Erstausstrahlung sehen sich regelmäßig rund fünf Millionen Zuschauer Coles Sendung an. Als Mitglied von Girls Aloud war Cole in den Dokumentationen Girls Aloud: Home Truths, Girls Aloud: Off the Record, einer Episode von Ghosthunting With... sowie in der Sendung The Girls Aloud Party zu sehen.

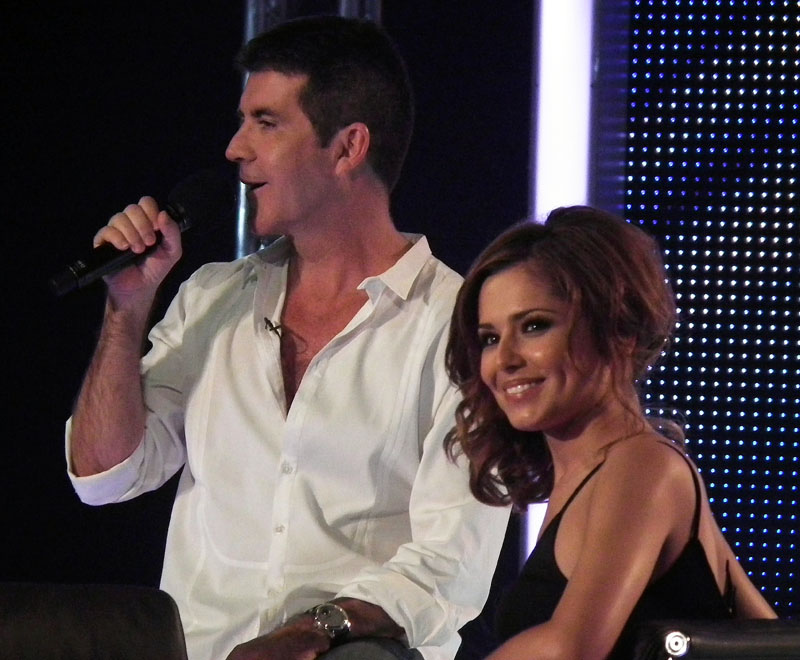
Cole zusammen mit Simon Cowell bei The X Factor

Im Juni 2008 wurde bekannt gegeben, dass Cheryl Cole Sharon Osbourne als Jurorin von The X Factor ersetzt. Cole war die Mentorin der weiblichen Kandidaten zwischen 16 und 25. Am Ende gewann Coles Kandidatin Alexandra Burke am 13. Dezember 2008 die Staffel. Im Jahr 2009 war Cole die Mentorin der männlichen Kandidaten zwischen 16 und 25. Mit Joe McElderry gewann 2009 erneut ein Kandidat von Cole The X Factor. Simon Cowell, der Erfinder der Castingshow, sagte: „Ich weiß, dass sie gut wurde, weil sie redet wie normale Leute. Leute können auf Cole Bezug nehmen und ich denke, das ist das beste Zeichen und die beste Eigenschaft einer Jurorin.“ Cowell bezeichnet Cole auch als „die beste Person, mit der ich je zusammengearbeitet habe.“ Am 5. Mai 2011 wurde nach langen Spekulationen bekanntgegeben, dass Cole als Jurorin neben Simon Cowell, L. A. Reid und Paula Abdul in der ersten Staffel der US-amerikanischen Version von The X Factor sitzen würde. Nur drei Wochen nach der Bestätigung als Jury-Mitglied wurde Cole als Jurorin aufgrund ihres britischen Akzents und eines Streits mit Paula Abdul gefeuert. Später zog Cole sich freiwillig als Jurorin der britischen Version von The X Factor zurück. Im März 2014 gab Simon Cowell bekannt, dass sie als Jurorin für die kommende 11. Staffel der britische Version der Castingshow X Factor wiederkehren werde, nachdem sie ihren Posten 2010 vorerst aufgegeben hatte.

### Bücher und Verträge
Cole veröffentlichte im Oktober 2008 zusammen mit ihren Bandmitgliedern von Girls Aloud das Buch Dreams That Glitter – Our Story, eine Autobiografie. Das Buch enthält bis dahin unveröffentlichte Bilder, Berichte aus dem Leben der Bandmitglieder, über ihren Erfolg als Gruppe, Stylingtipps und ihrer Musik. Das Buch wurde vom Magazin OK! schon vor der Veröffentlichung bewertet. Der Titel des Buches Dreams That Glitter stammt von einer Textzeile aus dem 2007 erschienenen Lied der Gruppe Call the Shots.
Coles erstes eigenes offizielles Buch Through My Eyes wurde am 30. September 2010 von Bantam Press veröffentlicht. Das Buch wurde beschrieben als „Serie mit neuem exklusivem Fotomaterial von Coles persönlicher Kollektion […], ein spannender und intimer Auszug aus der Welt der Cheryl Cole.“ Through My Eyes enthält Berichte von Coles Leben in den Aufnahmestudios, Backstage auf Tour, einem Blick hinter die Kulissen von The X Factor und Berichte von Foto-Shootings und Award-Zeremonien. Sie sagte über das Buch: „Das Buch ist gefüllt mit Bildern, die Momente von mir beschreiben, welche die Leser interessieren.“ Cole ist auch das Hauptthema von einigen unautorisierten Biografien, sowie Büchern, die ihre Liebesbeziehung und Trennung mit Ashley Cole beschreiben. Noch im Herbst 2012 soll die Autobiographie der Sängerin in Großbritannien erscheinen.
Im Februar 2009 erschien Cole auf dem Titelbild der britischen Vogue. Die Presse und Medien bezeichneten Cole daraufhin als „beste Februar-Figur“. Im November 2009 war Cole auf dem Titelbild des britischen Magazins Elle zu sehen. Ende 2009 wurde Cheryl Cole das neue Gesicht von L’Oréal. Als Mitglied von Girls Aloud machte Cole Werbung für Barbie, Kitkat, Nintendo DS, Samsung und Sunsilk.

### Soziales Engagement
Im März 2009 bestiegen Gary Barlow, Cole, Kimberley Walsh und andere Prominente für Comic Relief den Kilimandscharo. Mit der Aktion wurden 3,4 Millionen £ eingenommen, die an Wohltätigkeitsorganisationen gespendet wurden.
Im Februar 2011 gründete Cole ihre eigene Wohltätigkeitsorganisation, nachdem sie den Vorsitzenden des The Prince’s Trust, HRH Prinz Charles, getroffen hatte. The Cheryl Cole Foundation soll Geld an arme Kinder aus Coles Region spenden.

## Privates
Zwei Jahre nach dem Beginn ihrer Musikkarriere lernte sie den englischen Fußballnationalspieler Ashley Cole kennen, den sie 2006 heiratete. Am 23. Februar 2010 gab Cheryl Cole bekannt, dass sich das Paar wegen anhaltender sexueller und gesellschaftlicher Affären Ashley Coles trennen werde. Sie verzichtete Berichten zufolge bei der Scheidung freiwillig auf jegliche finanzielle Zusprüche und die gemeinsame Villa. Den angenommenen Namen des Ehemanns behielt sie entgegen einigen Medienberichten bei. Bei der Show X-Factor wurde sie aus Spaß von Simon Cowell als Cheryl Tweedy vorgestellt, was anschließend fälschlicherweise als offizieller Name angenommen wurde. Seit 2012 verwendet sie für ihre Veröffentlichungen nur noch ihren Vornamen Cheryl.
In den Jahren 2009 und 2010 wurde sie vom Magazin FHM zur Sexiest Woman ernannt. Im Sommer 2010 war sie wegen Malaria in einer Londoner Privatklinik in Behandlung, von der sie wieder vollständig genesen ist. Am 7. Juli 2014 heiratete sie ihren Freund Jean-Bernard Fernandez-Versini, mit dem sie zuvor drei Monate liiert war. In Folge der Hochzeit änderte sie ihren Nachnamen von Cole in Fernandez-Versini. Sie wurden Ende Oktober 2015 geschieden. Von Dezember 2015 bis Juli 2018 war sie mit Liam Payne liiert. Im März 2017 brachte sie ihr gemeinsames Kind, einen Sohn, zur Welt. Im Juli 2018 gaben die beiden ihre Trennung bekannt. Payne starb am 16. Oktober 2024 31-jährig infolge eines Balkonsturzes.

## Diskografie

### Studioalben
| Jahr | Titel                  | Höchstplatzierung, Gesamtwochen, AuszeichnungChartplatzierungen (Jahr, Titel, Platzierungen, Wochen, Auszeichnungen, Anmerkungen) | Höchstplatzierung, Gesamtwochen, AuszeichnungChartplatzierungen (Jahr, Titel, Platzierungen, Wochen, Auszeichnungen, Anmerkungen) | Höchstplatzierung, Gesamtwochen, AuszeichnungChartplatzierungen (Jahr, Titel, Platzierungen, Wochen, Auszeichnungen, Anmerkungen) | Höchstplatzierung, Gesamtwochen, AuszeichnungChartplatzierungen (Jahr, Titel, Platzierungen, Wochen, Auszeichnungen, Anmerkungen) | Anmerkungen                            |
| Jahr | Titel                  | DE | AT | CH | UK | Anmerkungen                            |
| ---- | ---------------------- | --- | --- | --- | --- | -------------------------------------- |
| 2009 | 3 Words                | DE45 (6 Wo.)DE | AT26 (5 Wo.)AT | CH52 (14 Wo.)CH | UK1 ×3Dreifachplatin · (61 Wo.)UK                                                                                                 | Erstveröffentlichung: 26. Oktober 2009 |
| 2010 | Messy Little Raindrops | — | — | — | UK1 Platin · (16 Wo.)UK | Erstveröffentlichung: 29. Oktober 2010 |
| 2012 | A Million Lights       | — | — | — | UK2 Gold · (17 Wo.)UK | Erstveröffentlichung: 15. Juni 2012    |
| 2014 | Only Human             | — | — | — | UK7 Silber · (9 Wo.)UK | Erstveröffentlichung: 7. November 2014 |

### Singles
| Jahr | Titel Album                         | Höchstplatzierung, Gesamtwochen, AuszeichnungChartplatzierungen (Jahr, Titel, Album, Platzierungen, Wochen, Auszeichnungen, Anmerkungen) | Höchstplatzierung, Gesamtwochen, AuszeichnungChartplatzierungen (Jahr, Titel, Album, Platzierungen, Wochen, Auszeichnungen, Anmerkungen) | Höchstplatzierung, Gesamtwochen, AuszeichnungChartplatzierungen (Jahr, Titel, Album, Platzierungen, Wochen, Auszeichnungen, Anmerkungen) | Höchstplatzierung, Gesamtwochen, AuszeichnungChartplatzierungen (Jahr, Titel, Album, Platzierungen, Wochen, Auszeichnungen, Anmerkungen) | Anmerkungen                                                   |
| Jahr | Titel Album                         | DE | AT | CH | UK | Anmerkungen                                                   |
| ---- | ----------------------------------- | --- | --- | --- | --- | ------------------------------------------------------------- |
| 2009 | Heartbreaker Songs About Girls      | — | — | — | UK4 Gold · (26 Wo.)UK | Erstveröffentlichung: 5. Mai 2008 Will.i.am feat. Cheryl Cole |
| 2009 | Fight for This Love 3 Words         | DE4 Gold · (24 Wo.)DE | AT4 (22 Wo.)AT | CH3 Gold · (26 Wo.)CH | UK1 ×2Doppelplatin · (39 Wo.)UK | Erstveröffentlichung: 16. Oktober 2009                        |
| 2009 | 3 Words                             | DE27 (9 Wo.)DE | AT56 (1 Wo.)AT | — | UK4 Silber · (23 Wo.)UK | Erstveröffentlichung: 20. Dezember 2009 feat. will.i.am       |
| 2010 | Parachute 3 Words                   | DE78 (1 Wo.)DE | — | — | UK5 Gold · (26 Wo.)UK | Erstveröffentlichung: 11. März 2010                           |
| 2010 | Promise This Messy Little Raindrops | — | — | — | UK1 Gold · (12 Wo.)UK | Erstveröffentlichung: 24. Oktober 2010                        |
| 2011 | The Flood Messy Little Raindrops    | — | — | — | UK18 (12 Wo.)UK | Erstveröffentlichung: 2. Januar 2011                          |
| 2012 | Call My Name A Million Lights       | — | — | — | UK1 Platin · (17 Wo.)UK | Erstveröffentlichung: 10. Juni 2012                           |
| 2012 | Under the Sun A Million Lights      | — | — | — | UK13 Silber · (13 Wo.)UK | Erstveröffentlichung: 23. Juli 2012                           |
| 2014 | Crazy Stupid Love Only Human        | — | — | — | UK1 Platin · (22 Wo.)UK | Erstveröffentlichung: 18. Juli 2014 feat. Tinie Tempah        |
| 2014 | I Don’t Care Only Human             | — | — | — | UK1 Gold · (10 Wo.)UK | Erstveröffentlichung: 2. November 2014                        |
| 2015 | Only Human                          | — | — | — | UK70 (1 Wo.)UK | Erstveröffentlichung: 22. März 2015                           |
| 2018 | Love Made Me Do It –                | — | — | — | UK19 (4 Wo.)UK | Erstveröffentlichung: 9. November 2018                        |
| 2019 | Let You –                           | — | — | — | UK57 (1 Wo.)UK | Erstveröffentlichung: 31. Mai 2019                            |

## Auszeichnungen für Musikverkäufe
| Goldene Schallplatte - Dänemark - 2010: für die Single Fight For This Love - Italien - 2012: für die Single 3 Words - Neuseeland - 2012: für die Single Call My Name - Russland - 2010: für das Album 3 Words Platin-Schallplatte - Europa - 2010: für das Album 3 Words - Irland - 2010: für das Album Messy Little Raindrops - Italien - 2010: für die Single Fight For This Love - Schweden - 2011: für die Single Fight For This Love | 2× Platin-Schallplatte - Australien - 2022: für die Single 3 Words - Irland - 2009: für das Album 3 Words |

Anmerkung: Auszeichnungen in Ländern aus den Charttabellen bzw. Chartboxen sind in ebendiesen zu finden.
| Land/RegionAuszeichnungen für Musikverkäufe (Land/Region, Auszeichnungen, Verkäufe, Quellen) | Silber     | Gold       | Platin       | Verkäufe    | Quellen                   |
| -------------------------------------------------------------------------------------------- | ---------- | ---------- | ------------ | ----------- | ------------------------- |
| Australien (ARIA)                                                                            | —          | —          | 2× Platin2   | 140.000     | aria.com.au               |
| Dänemark (IFPI)                                                                              | —          | Gold1      | —            | 15.000      | hitlisten.nu              |
| Deutschland (BVMI)                                                                           | —          | Gold1      | —            | 150.000     | musikindustrie.de         |
| Europa (IFPI)                                                                                | —          | —          | Platin1      | (1.000.000) | ifpi.org                  |
| Irland (IRMA)                                                                                | —          | —          | 3× Platin3   | 45.000      | irishcharts.ie            |
| Italien (FIMI)                                                                               | —          | Gold1      | Platin1      | 45.000      | fimi.it                   |
| Neuseeland (RMNZ)                                                                            | —          | Gold1      | —            | 7.500       | aotearoamusiccharts.co.nz |
| Russland (NFPF)                                                                              | —          | Gold1      | —            | 10.000      | RMI Report 2010 (PDF)     |
| Schweden (IFPI)                                                                              | —          | —          | Platin1      | 40.000      | sverigetopplistan.se      |
| Schweiz (IFPI)                                                                               | —          | Gold1      | —            | 15.000      | hitparade.ch              |
| Vereinigtes Königreich (BPI)                                                                 | 3× Silber3 | 5× Gold5   | 8× Platin8   | 5.760.000   | bpi.co.uk                 |
| Insgesamt                                                                                    | 3× Silber3 | 11× Gold11 | 16× Platin16 |             |                           |

## Tourneen

### Auftritte im Vorprogramm anderer Künstler
- 2010: The Black Eyed Peas The E.N.D. World Tour (Europa, 2010)

### Solo
- 2012: A Million Lights Tour[110]

## Filmografie
| Jahr                    | Sendung                           | Rolle                                                  |
| ----------------------- | --------------------------------- | ------------------------------------------------------ |
| 2002                    | Popstars: The Rivals              | Teilnehmer (Gewonnen)                                  |
| 2005                    | Girls Aloud: Home Truths          | Sie selbst                                             |
| 2006                    | Girls Aloud: Off the Record       | Sie selbst                                             |
| 2007                    | Die Girls von St. Trinian         | Cameoauftritt                                          |
| 2007                    | The Friday Night Project          | Moderator                                              |
| 2008                    | The Passions of Girls Aloud       | Sie selbst                                             |
| 2008                    | The Girls Aloud Party             | Moderator und Künstler                                 |
| 2008–2010 und seit 2014 | The X Factor UK                   | Juror                                                  |
| 2009                    | Cheryl Cole’s Night In            | Sie selbst                                             |
| 2010                    | Piers Morgan’s Life Stories       | Sie selbst                                             |
| 2011                    | The X Factor USA                  | Juror (nach 2 Episoden von Nicole Scherzinger ersetzt) |
| 2012                    | Was passiert, wenn’s passiert ist | Juror einer Fernseh-Talentshow                         |
| 2012                    | The X Factor UK                   | Gast-Jurorin (Jury-Haus)                               |

## Auszeichnungen

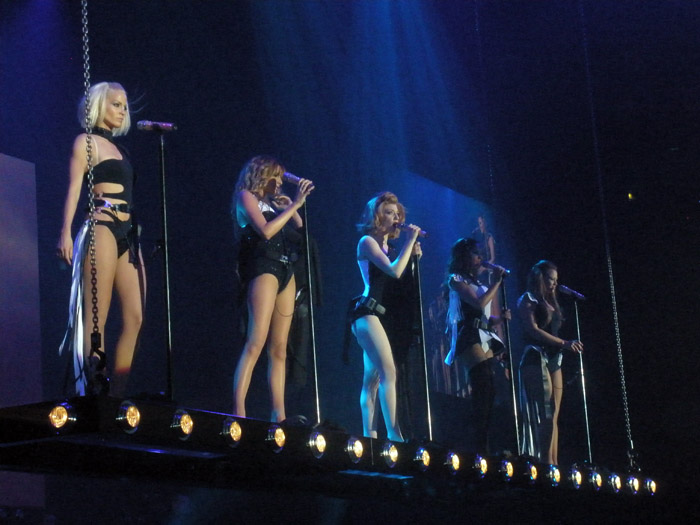
Girls Aloud mit Cheryl Cole während eines Auftritts in Manchester im April 2009 während ihrer „Out of Control“-Tour

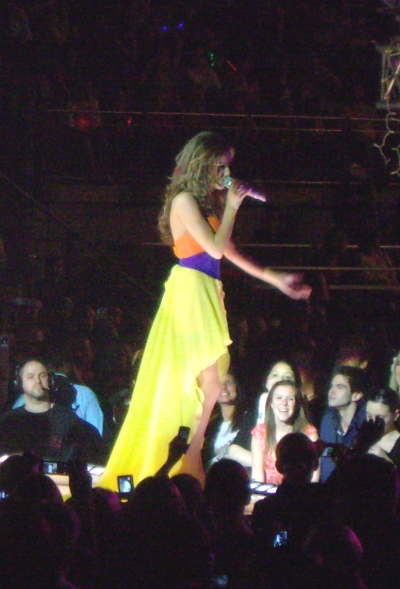
Cheryl Cole live in der O2-Arena

| Jahr | Zeremonie                          | Preis                                | Resultat  |
| ---- | ---------------------------------- | ------------------------------------ | --------- |
| 2007 | Nickelodeon UK Kids' Choice Awards | Best Female Singer                   | Nominiert |
| 2007 | Virgin Media Awards                | Most Fanciable Female                | Gewonnen  |
| 2008 | Virgin Media Awards                | Hottest Female                       | Nominiert |
| 2008 | Heat Magazine Awards               | Sexiest Female                       | Gewonnen  |
| 2008 | Heat Magazine Awards               | Best Reality TV Judge                | Gewonnen  |
| 2009 | Glamour Women of the Year Awards   | TV Personality                       | Gewonnen  |
| 2009 | FHM 100 Sexiest Women in the World | #1 Sexiest Woman in the World        | Gewonnen  |
| 2009 | Style Network Awards               | Best Dressed Women                   | Gewonnen  |
| 2009 | Style Network Awards               | Style Icon of the Decade             | Gewonnen  |
| 2009 | BBC Switch Live Awards             | Switch's Prom Queen                  | Gewonnen  |
| 2009 | Virgin Media Awards                | Hottest Female                       | Gewonnen  |
| 2009 | Virgin Media Awards                | Legend of the Year                   | Nominiert |
| 2009 | Glamour Woman of the Year Awards   | Best Dressed                         | Gewonnen  |
| 2010 | BRIT Awards                        | British Single (Fight for This Love) | Nominiert |
| 2010 | Glamour Women of the Year Awards   | Best Dressed                         | Gewonnen  |
| 2010 | Glamour Women of the Year Awards   | Woman of the Year                    | Gewonnen  |
| 2010 | FHM 100 Sexiest Women in the World | #1 Sexiest Woman in the World        | Gewonnen  |
| 2010 | BT Digital Music Awards            | Best Female Artist                   | Gewonnen  |
| 2010 | BT Digital Music Awards            | Best Single (Fight for This Love)    | Gewonnen  |
| 2010 | BT Digital Music Awards            | Best Video (Fight for This Love)     | Nominiert |
| 2011 | BRIT Awards                        | British Single (Parachute)           | Nominiert |
| 2011 | BRIT Awards                        | Best British Female                  | Nominiert |
| 2011 | Elle Style Awards                  | Musician of the Year                 | Gewonnen  |
| 2011 | TRL Awards (Italien)               | Best New Act                         | Nominiert |
| 2011 | Cosmopolitan Awards                | Best Dressed Woman                   | Gewonnen  |
| 2011 | BT Digital Music Awards            | Best Female Artist                   | Nominiert |
| 2012 | Virgin Media TV Awards             | Best Judge                           | Gewonnen  |
| 2012 | BBC Radio 1's Teen Awards          | Best British Single                  | Nominiert |
| 2012 | BBC Radio 1's Teen Awards          | Best British Album                   | Nominiert |
| 2012 | BBC Radio 1's Teen Awards          | Best British Music Act               | Nominiert |
| 2012 | BBC Radio 1's Teen Awards          | Female Hottie                        | Nominiert |
| 2013 | Nickelodeon UK Kids’ Choice Awards | Favourite UK Female Artist           | Nominiert |